# Білки (станція)
Білки — законсервована пасажирська залізнична станція Ужгородської дирекції Львівської залізниці, вузькоколійна залізниця Виноградів — Іршава — Приборжавське. Розташована між станціями Іршава (9 км) та Приборжавське (9 км).
Розташована у с. Білки.

## Історія

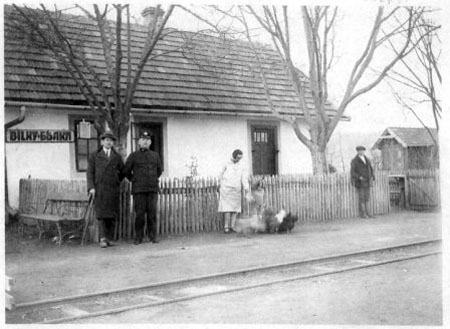
станція у 20-30 роках

Станцію було відкрито 23 грудня 1908 року при відкритті руху на ділянці Берегове — Довге. Виникла під такою ж назвою.
Ділянка від Іршави до Приборжавського,на якій розташована станція, наразі законсервована — збережено колії, колійний розвиток, однак лінія ніяк не використовується.